# John Collins (rugbysta)
John Collins (ur. 16 stycznia 1931 w Aberavon, zm. 9 maja 2017 w Port Talbot) – walijski rugbysta występujący w formacji ataku, reprezentant kraju i lekkoatleta, mistrz Walii w biegu na 440 jardów.

Uczęszczał do St Joseph's School, trenował w lokalnych klubach Cwmtwrch RFC i Aberavon Green Stars RFC, skąd przeszedł do Aberavon RFC, dla którego w trakcie wieloletniej kariery zdobył 122 przyłożenia. Podczas służby w Royal Marines grał dla Royal Navy Rugby Union.
W latach 1958–1961 rozegrał dziesięć testmeczów dla walijskiej reprezentacji, choć w narodowych barwach zadebiutował w 1955 roku w nieoficjalnym meczu przeciwko British and Irish Lions. Zagrał również jeden mecz w barwach Barbarians.
Z sukcesami uprawiał także lekkoatletykę w barwach klubu Port Talbot YMCA. W 1952 roku został mistrzem Walii w biegu na 440 jardów, trzy lata później uplasował się na drugiej lokacie.
Pracował przy konstrukcjach stalowych w Margam Abbey Steelworks, a następnie prowadził pub.
Żonaty z Phyllis, synowie Fraser i Steve.